# Larbí el-Hádí
Larbí el-Hádí (arabul: العربي الهادي); (Belouizdad, 1961. május 27. – ) algériai válogatott labdarúgókapus.

## Pályafutása

### Klubcsapatban
Pályafutását 1979-ben az IR Santé csapatában kezdte. 1980 és 1983 között a Hussein Dey játékosa volt. 1983 és 1986 között a Boufarik kapuját védte. 1987-től 1989-ig az El Biar kapusa volt. 1989 és 1991 között a JS Kabylie együttesében játszott, melynek tagjaként 1990-ben bajnoki címet szerzett és megnyerte a CAF-bajnokok kupáját. 1991 és 1994 között Tunéziában az ES Zarzis csapatát erősítette. 1995-ben at El Biar játékosaként fejezte be a pályafutását. 

### A válogatottban
1982 és 1990 között 40 alkalommal szerepelt az algériai válogatottban. Részt vett az 1986-os világbajnokságon, ahol Észak-Írország ellen kezdőként, Spanyolország ellen csereként lépett pályára. A Brazília elleni csoportmérkőzésen nem kapott lehetőséget. Tagja volt az 1990-es afrikai nemzetek kupáján győztes csapatnak is.

## Sikerei, díjai
JS Kabylie
- Algériai bajnok (1): 1990
- CAF-bajnokok kupája (1): 1990

Algéria
- Afrikai nemzetek kupája győztes (1): 1990